# Limenitis mimica
Limenitis mimica är en fjärilsart som beskrevs av Gustave Arthur Poujade 1886. Limenitis mimica ingår i släktet Limenitis och familjen praktfjärilar. Inga underarter finns listade i Catalogue of Life.